# Finlande aux Jeux olympiques d'été de 2024
La Finlande participe aux Jeux olympiques de 2024 à Paris. Il s'agit de sa 27e participation à des Jeux olympiques d'été.
Le tireur sportif Eetu Kallioinen (en) et la skippeuse Sinem Kurtbay (en) sont nommés porte-drapeaux de la délégation finlandaise.
Pour la première fois de son histoire, la délégation finlandaise ne remporte aucune médaille lors d'une édition des Jeux olympiques.

## Nombre d’athlètes qualifiés par sport
Voici la liste des qualifiés et sélectionnés finlandais par sport (remplaçants compris), :
| Sport             | Hommes | Femmes | Total |
| ----------------- | ------ | ------ | ----- |
| Athlétisme        | 7      | 18     | 25    |
| Badminton         | 1      | 0      | 1     |
| Boxe              | 0      | 1      | 1     |
| Cyclisme          | 1      | 1      | 2     |
| Équitation        | 1      | 5      | 6     |
| Golf              | 2      | 2      | 4     |
| Judo              | 2      | 0      | 2     |
| Lutte             | 2      | 0      | 2     |
| Natation sportive | 1      | 1      | 2     |
| Skateboard        | 0      | 1      | 1     |
| Tir               | 2      | 1      | 3     |
| Tir à l'arc       | 1      | 0      | 1     |
| Voile             | 3      | 4      | 7     |
| Total             | 23     | 34     | 57    |

## Résultats

### Athlétisme

#### Hommes
| Athlètes                 | Épreuve         | Premier tour | Premier tour | Repêchage   | Repêchage   | Demi-finales | Demi-finales | Finale          | Finale |
| Athlètes                 | Épreuve         | Temps        | Rang         | Temps       | Rang        | Temps        | Rang         | Temps           | Rang   |
| ------------------------ | --------------- | ------------ | ------------ | ----------- | ----------- | ------------ | ------------ | --------------- | ------ |
| Elmo Lakka (en)          | 110 m haies     |              | e            |             | e           |              | e            |                 | e      |
| Topi Raitanen            | 3 000 m steeple |              | e            | Non disputé | Non disputé | Non disputé  | Non disputé  |                 | e      |
| Veli-Matti Partanen (en) | 20 km marche    | Non disputé  | Non disputé  | Non disputé | Non disputé | Non disputé  | Non disputé  | 1 h 22 min 56 s | 32e    |

| Athlètes           | Épreuve           | Qualification | Qualification | Finale      | Finale |
| Athlètes           | Épreuve           | Performance   | Rang          | Performance | Rang   |
| ------------------ | ----------------- | ------------- | ------------- | ----------- | ------ |
| Urho Kujanpää (en) | Saut à la perche  | m             | e             | m           | e      |
| Lassi Etelätalo    | Lancer du javelot | m             | e             | m           | e      |
| Oliver Helander    | Lancer du javelot | m             | e             | m           | e      |
| Toni Keränen (en)  | Lancer du javelot | m             | e             | m           | e      |

#### Femmes
| Athlètes                 | Épreuve         | Premier tour (ou tour préliminaire) | Premier tour (ou tour préliminaire) | Repêchage (ou premier tour) | Repêchage (ou premier tour) | Demi-finales | Demi-finales | Finale  | Finale  |
| Athlètes                 | Épreuve         | Temps                               | Rang                                | Temps                       | Rang                        | Temps        | Rang         | Temps   | Rang    |
| ------------------------ | --------------- | ----------------------------------- | ----------------------------------- | --------------------------- | --------------------------- | ------------ | ------------ | ------- | ------- |
| Lotta Kemppinen          | 100 m           | Exempté                             | Exempté                             | 11 s 56                     | 7e                          | Eliminé      | Eliminé      | Eliminé | Eliminé |
| Eveliina Määttänen (en)  | 800 m           |                                     | e                                   |                             | e                           |              | e            |         | e       |
| Sara Lappalainen (en)    | 1 500 m         |                                     | e                                   |                             | e                           |              | e            |         | e       |
| Nathalie Blomqvist (en)  | 5 000 m         |                                     | e                                   | Non disputé                 | Non disputé                 | Non disputé  | Non disputé  |         | e       |
| Camilla Richardsson (en) | Marathon        | Non disputé                         | Non disputé                         | Non disputé                 | Non disputé                 | Non disputé  | Non disputé  |         | e       |
| Lotta Harala (en)        | 100 m haies     |                                     | e                                   |                             | e                           |              | e            |         | e       |
| Reetta Hurske            | 100 m haies     |                                     | e                                   |                             | e                           |              | e            |         | e       |
| Viivi Lehikoinen         | 400 m haies     |                                     | e                                   |                             | e                           |              | e            |         | e       |
| Ilona Mononen (en)       | 3 000 m steeple |                                     | e                                   | Non disputé                 | Non disputé                 | Non disputé  | Non disputé  |         | e       |

| Athlètes                | Épreuve           | Qualification | Qualification | Finale      | Finale |
| Athlètes                | Épreuve           | Performance   | Rang          | Performance | Rang   |
| ----------------------- | ----------------- | ------------- | ------------- | ----------- | ------ |
| Ella Junnila            | Saut en hauteur   | m             | e             | m           | e      |
| Elina Lampela (en)      | Saut à la perche  | m             | e             | m           | e      |
| Wilma Murto             | Saut à la perche  | m             | e             | m           | e      |
| Senni Salminen (en)     | Triple saut       | m             | e             | m           | e      |
| Suvi Koskinen (de)      | Lancer du marteau | m             | e             | m           | e      |
| Silja Kosonen           | Lancer du marteau | m             | e             | m           | e      |
| Krista Tervo            | Lancer du marteau | m             | e             | m           | e      |
| Anni-Linnea Alanen (en) | Lancer du javelot | m             | e             | m           | e      |

| Athlètes      | Épreuve  | 100 m H | SH | LP | 200 m | SL | LJ | 800 m | Total | Rang |
| ------------- | -------- | ------- | -- | -- | ----- | -- | -- | ----- | ----- | ---- |
| Saga Vanninen | Résultat |         | m  | m  |       | m  | m  |       |       | e    |
| Saga Vanninen | Points   |         |    |    |       |    |    |       |       | e    |

### Badminton
| Athlète        | Compétition   | Phase de groupes | Phase de groupes   | Phase de groupes | 1/8e de finale   | Quarts de finale | Demi-finales     | Finale / 3e place | Finale / 3e place |
| Athlète        | Compétition   | Adversaire Score | Adversaire Score   | Rang             | Adversaire Score | Adversaire Score | Adversaire Score | Adversaire Score  | Rang              |
| -------------- | ------------- | ---------------- | ------------------ | ---------------- | ---------------- | ---------------- | ---------------- | ----------------- | ----------------- |
| Kalle Koljonen | Simple hommes | Julien Paul      | Kunlavut Vitidsarn | e du gr. ...     |                  |                  |                  |                   |                   |

### Boxe
| Athlètes             | Catégorie              | 1/16e de finale     | 1/8e de finale      | Quart de finale     | Demi-finale         | Finale              | Rang |
| Athlètes             | Catégorie              | Adversaire Résultat | Adversaire Résultat | Adversaire Résultat | Adversaire Résultat | Adversaire Résultat | Rang |
| -------------------- | ---------------------- | ------------------- | ------------------- | ------------------- | ------------------- | ------------------- | ---- |
| Pihla Kaivo-Oja (fi) | Poids mouches (-50 kg) |                     |                     |                     |                     |                     | e    |

### Cyclisme

#### Route
| Athlète          | Compétition      | Temps | Rang |
| ---------------- | ---------------- | ----- | ---- |
| Anniina Ahtosalo | Course en ligne  |       | e    |
| Anniina Ahtosalo | Contre-la-montre |       | e    |

#### VTT
| Athlète           | Compétition | Temps | Rang |
| ----------------- | ----------- | ----- | ---- |
| Joni Savaste (de) | Hommes      |       | e    |

### Équitation
La cavalière Elisabet Ehrnrooth (en) est réserviste en dressage.
| Athlète                                   | Cheval           | Compétition | Grand Prix | Grand Prix | Grand Prix Spécial | Grand Prix Spécial | Grand Prix Spécial | Grand Prix Freestyle | Grand Prix Freestyle | Grand Prix Freestyle | Total | Total |
| Athlète                                   | Cheval           | Compétition | Score      | Rang       | Score              | Total              | Rang               | Score                | Total                | Rang                 | Score | Rang  |
| ----------------------------------------- | ---------------- | ----------- | ---------- | ---------- | ------------------ | ------------------ | ------------------ | -------------------- | -------------------- | -------------------- | ----- | ----- |
| Emma Kanerva (en)                         | Greek Air        | Individuel  |            | e          | Non disputé        | Non disputé        | Non disputé        |                      |                      | e                    |       | e     |
| Joanna Robinson (fi)                      | Glamouraline     | Individuel  |            | e          | Non disputé        | Non disputé        | Non disputé        |                      |                      | e                    |       | e     |
| Henri Ruoste (en)                         | Tiffanys Diamond | Individuel  |            | e          | Non disputé        | Non disputé        | Non disputé        |                      |                      | e                    |       | e     |
| Emma Kanerva Joanna Robinson Henri Rouste | Voir plus haut   | Par équipes |            | e          |                    |                    | e                  | Non disputé          | Non disputé          | Non disputé          |       | e     |

| Athlète               | Cheval      | Compétition | Dressage  | Dressage | Cross-country | Cross-country | Cross-country | Saut d'obstacles | Saut d'obstacles | Saut d'obstacles | Saut d'obstacles | Saut d'obstacles | Saut d'obstacles | Total     | Total |
| Athlète               | Cheval      | Compétition | Dressage  | Dressage | Cross-country | Cross-country | Cross-country | Qualification    | Qualification    | Qualification    | Finale           | Finale           | Finale           | Total     | Total |
| Athlète               | Cheval      | Compétition | Pénalités | Rang     | Pénalités     | Total         | Rang          | Pénalités        | Total            | Rang             | Pénalités        | Total            | Rang             | Pénalités | Rang  |
| --------------------- | ----------- | ----------- | --------- | -------- | ------------- | ------------- | ------------- | ---------------- | ---------------- | ---------------- | ---------------- | ---------------- | ---------------- | --------- | ----- |
| Veera Manninen (en)   | Sir Greg    | Individuel  |           | e        |               |               | e             |                  |                  | e                |                  |                  | e                |           | e     |
| Sanna Siltakorpi (en) | Bofey Click | Individuel  |           | e        |               |               | e             |                  |                  | e                |                  |                  | e                |           | e     |

### Golf
| Athlète               | Compétition       | Jour 1 | Jour 1 | Jour 2 | Jour 2 | Jour 2 | Jour 3 | Jour 3 | Jour 3 | Jour 4 | Jour 4 | Jour 4 |
| Athlète               | Compétition       | Score  | Rang   | Score  | Total  | Rang   | Score  | Total  | Rang   | Score  | Total  | Rang   |
| --------------------- | ----------------- | ------ | ------ | ------ | ------ | ------ | ------ | ------ | ------ | ------ | ------ | ------ |
| Tapio Pulkkanen (en)  | Épreuve masculine |        | e      |        |        | e      |        |        | e      |        |        | e      |
| Sami Välimäki (en)    | Épreuve masculine |        | e      |        |        | e      |        |        | e      |        |        | e      |
| Noora Komulainen (en) | Épreuve féminine  |        | e      |        |        | e      |        |        | e      |        |        | e      |
| Ursula Wikström (en)  | Épreuve féminine  |        | e      |        |        | e      |        |        | e      |        |        | e      |

### Judo
| Athlète            | Compétition    | 1er tour            | 2e tour             | Quart de finale     | Demi-finale         | Repêchage           | Finale / CB         | Rang |
| Athlète            | Compétition    | Adversaire Résultat | Adversaire Résultat | Adversaire Résultat | Adversaire Résultat | Adversaire Résultat | Adversaire Résultat | Rang |
| ------------------ | -------------- | ------------------- | ------------------- | ------------------- | ------------------- | ------------------- | ------------------- | ---- |
| Luukas Saha (de)   | Moins de 66 kg |                     |                     |                     |                     |                     |                     | e    |
| Martti Puumalainen | Plus de 100 kg |                     |                     |                     |                     |                     |                     | e    |

### Lutte
| Athlète              | Compétition    | Huitièmes de finale | Quart de finale     | Demi-finale         | Repêchage           | Finale / CB         | Rang |
| Athlète              | Compétition    | Adversaire Résultat | Adversaire Résultat | Adversaire Résultat | Adversaire Résultat | Adversaire Résultat | Rang |
| -------------------- | -------------- | ------------------- | ------------------- | ------------------- | ------------------- | ------------------- | ---- |
| Jonni Sarkkinen (d)  | Moins de 77 kg |                     |                     |                     |                     |                     | e    |
| Arvi Savolainen (en) | Moins de 97 kg |                     |                     |                     |                     |                     | e    |

### Natation
| Athlète        | Épreuve      | Séries | Séries | Demi-finales | Demi-finales | Finale | Finale |
| Athlète        | Épreuve      | Temps  | Rang   | Temps        | Rang         | Temps  | Rang   |
| -------------- | ------------ | ------ | ------ | ------------ | ------------ | ------ | ------ |
| Matti Mattsson | 200 m brasse |        | e      |              | e            |        | e      |

| Athlète    | Épreuve      | Séries | Séries | Demi-finales | Demi-finales | Finale | Finale |
| Athlète    | Épreuve      | Temps  | Rang   | Temps        | Rang         | Temps  | Rang   |
| ---------- | ------------ | ------ | ------ | ------------ | ------------ | ------ | ------ |
| Ida Hulkko | 100 m brasse |        | e      |              | e            |        | e      |

### Skateboard
| Athlète           | Compétition | Qualifications | Qualifications | Qualifications | Qualifications | Finale | Finale | Finale | Finale |
| Athlète           | Compétition | Run 1          | Run 2          | Run 3          | Rang           | Run 1  | Run 2  | Run 3  | Rang   |
| ----------------- | ----------- | -------------- | -------------- | -------------- | -------------- | ------ | ------ | ------ | ------ |
| Heili Sirviö (fi) | Femmes      |                |                |                | e              |        |        |        | e      |

### Tir
| Tireurs              | Compétition                 | Qualification | Qualification | Finale | Finale |
| Tireurs              | Compétition                 | Points        | Rang          | Points | Rang   |
| -------------------- | --------------------------- | ------------- | ------------- | ------ | ------ |
| Aleksi Leppä (en)    | Carabine à 50 m 3 positions |               | e             |        | e      |
| Eetu Kallioinen (en) | Skeet                       |               | e             |        | e      |

| Tireuses              | Compétition     | Qualification | Qualification | Finale | Finale |
| Tireuses              | Compétition     | Points        | Rang          | Points | Rang   |
| --------------------- | --------------- | ------------- | ------------- | ------ | ------ |
| Noora Antikainen (fi) | Fosse olympique |               | e             |        | e      |

### Tir à l'arc
| Athlète              | Compétition | Tour préliminaire | Tour préliminaire | 1/32e de finale  | 1/16e de finale  | 1/8e de finale   | Quart de finale  | Demi-finale      | Finale / MB      | Rang |
| Athlète              | Compétition | Score             | Rang              | Adversaire Score | Adversaire Score | Adversaire Score | Adversaire Score | Adversaire Score | Adversaire Score | Rang |
| -------------------- | ----------- | ----------------- | ----------------- | ---------------- | ---------------- | ---------------- | ---------------- | ---------------- | ---------------- | ---- |
| Antti Tekoniemi (fi) | Hommes      |                   | e                 |                  |                  |                  |                  |                  |                  | e    |

### Voile
Nota : le résultat barré est le plus mauvais de l’athlète concerné. Il n’est pas pris en compte dans le total.
| Athlètes           | Compétition | Régates | Régates | Régates | Régates | Régates | Régates | Régates | Régates | Régates | Régates | Régates     | Régates     | Régates | Total net | Classement |
| Athlètes           | Compétition | 1       | 2       | 3       | 4       | 5       | 6       | 7       | 8       | 9       | 10      | 11          | 12          | CM      | Total net | Classement |
| ------------------ | ----------- | ------- | ------- | ------- | ------- | ------- | ------- | ------- | ------- | ------- | ------- | ----------- | ----------- | ------- | --------- | ---------- |
| Kaarle Tapper (en) | Laser       |         |         |         |         |         |         |         |         |         |         | non disputé | non disputé |         |           | e          |
| Jakub Eklund (d)   | IQFoil      |         |         |         |         |         |         |         |         |         |         |             |             |         |           | e          |

| Athlètes                             | Compétition  | Régates | Régates | Régates | Régates | Régates | Régates | Régates | Régates | Régates | Régates | Régates     | Régates     | Régates | Total net | Classement |
| Athlètes                             | Compétition  | 1       | 2       | 3       | 4       | 5       | 6       | 7       | 8       | 9       | 10      | 11          | 12          | CM      | Total net | Classement |
| ------------------------------------ | ------------ | ------- | ------- | ------- | ------- | ------- | ------- | ------- | ------- | ------- | ------- | ----------- | ----------- | ------- | --------- | ---------- |
| Monika Mikkola (en)                  | Laser Radial |         |         |         |         |         |         |         |         |         |         | non disputé | non disputé |         |           | e          |
| Ronja Grönblom (de) Veera Hokka (fi) | 49er FX      |         |         |         |         |         |         |         |         |         |         |             |             |         |           | e          |

| Athlètes                                | Compétition | Régates | Régates | Régates | Régates | Régates | Régates | Régates | Régates | Régates | Régates | Régates | Régates | Régates | Total net | Classement |
| Athlètes                                | Compétition | 1       | 2       | 3       | 4       | 5       | 6       | 7       | 8       | 9       | 10      | 11      | 12      | CM      | Total net | Classement |
| --------------------------------------- | ----------- | ------- | ------- | ------- | ------- | ------- | ------- | ------- | ------- | ------- | ------- | ------- | ------- | ------- | --------- | ---------- |
| Akseli Keskinen (en) Sinem Kurtbay (en) | Nacra 17    |         |         |         |         |         |         |         |         |         |         |         |         |         |           | e          |